# سیارک ۱۸۷۳۱
سیارک ۱۸۷۳۱ (به انگلیسی: 18731 Vilʹbakirov، نامگذاری:1998KW7) هجده هزار و هفتصد و سی و یکمین سیارک کشف شده‌است که در ۲۳ مه ۱۹۹۸ کشف شد.
قدر مطلق سیارک برابر ۴۲.۶ است.